# Blood River
La Blood River est une rivière située dans le KwaZulu-Natal, en Afrique du Sud. Elle prend sa source dans les collines au sud-est d'Utrecht. Quittant les hautes terres, elle est rejointe par deux affluents importants qui proviennent du Schurveberg, après quoi elle serpente à travers une plaine sablonneuse. C'est un affluent de la Buffalo River, elle-même tributaire de la Tugela River.

## Histoire
Le 16 décembre 1838, elle fut la scène de la bataille de Blood River qui vit quinze mille zoulous être mis en déroute par 500 Boers accompagnés de 340 métis repliés derrière leurs laagers. Elle fit 3 000 tués parmi les Zoulous dont le sang colora de rouge la rivière Nkome qui fut rebaptisée Blood River (la « rivière de sang »).